# Iglesia de San Miguel del Puerto
La iglesia de San Miguel del Puerto (en catalán: Església de Sant Miquel del Port) se encuentra en el barrio de la Barceloneta, en el distrito de Ciudad Vieja de Barcelona. Fue construida entre 1753 y 1755 por Pedro Martín Cermeño, en un estilo barroco de aire clasicista. Esta obra está inscrita como Bien Cultural de Interés Local (BCIL) en el Inventario del Patrimonio Cultural catalán con el código 08019/34.

## Historia y descripción
La iglesia de San Miguel del Puerto fue concebida como parroquia para el nuevo barrio de la Barceloneta, construido en 1753 por Juan Martín Cermeño, gracias al impulso del marqués de la Mina, capitán general de Cataluña, quien regularizó una zona anteriormente ocupada por barracas. 
La iglesia fue proyectada por el ingeniero militar Pedro Martín Cermeño —hijo del constructor del barrio—, y ejecutada por los maestros de obras Damià Ribas y Francisco Paredes. Tiene influencia italiana, especialmente de Maderno y Della Porta, y presenta una fachada tripartita con un cuerpo central elevado con frontón triangular —que denota la influencia de la iglesia romana del Gesù—, y una escultura de san Miguel, obra original de Pere Costa destruida en 1936 y sustituida en 1992 por una copia efectuada por Emili Colom —antiguamente estaba flanqueada por otras dos estatuas, de san Telmo y santa María de Cervelló, obra de Carles Grau, igualmente destruidas en 1936—. El templo tiene planta cuadrada, con una cúpula central sobre cuatro pilares. En 1863 fue reformada por Elías Rogent, fecha en que amplió el espacio de la iglesia y la distribuyó en tres naves, con una nueva cúpula sobre un falso crucero. En el interior había un retablo barroco, obra de Deodat Casanovas, desaparecido en la reforma de 1863, con una imagen de San Miguel de Luis Bonifás y Massó, que perduró hasta 1936. También había dos retablos laterales, uno dedicado a la Virgen de Loreto y otro a san Antonio de Padua. También se encontraba en el interior de la iglesia el sepulcro del marqués de la Mina, obra de Joan Enrich, destruido en 1936.